# Ароян, Артавазд Самсонович
Ароян Артавазд Самсонович (род. 2 ноября 1994, село Пемзашен, Ширакский район, Армения) — профессиональный боксёр. Мастер спорта России, Мастер спорта Армении. Чемпион мира по версии WBC Asia Silver и WBA Asia Gold

## Образование
В 2012 году окончил среднюю школу № 21 города Белгорода, после чего поступил в НИУ БелГУ.

## Любительская карьера
Ароян начал заниматься боксом в 2003 году (в возрасте 8 лет) в секции школы Олимпийского резерва «Спартак». Первым тренером Артавазда был Заслуженный тренер России Валентин Иванов.
За время любительской карьеры Артавазд провёл 15 матчевых встреч, во всех одержав победу. Является  неоднократным чемпионом Белгородской области, многократным призёром и победителем международных турниров. Провёл 233 боёв, в 203 из них победил.
В 2012 году Артавазд в составе команды сборной Армении в весовой категории 75 кг принял участие в Чемпионате мира среди молодёжи, в 1/16 финала победил бойца из Израиля со счётом 14:5, в 1/8 — боксёра из Германии со счётом 8:5, в бою за выход в полуфинал уступил боксёру из Греции со счётом 14:15. После этого Ароян вернулся в Россию и продолжает выступать за Белгородскую область.

## Профессиональная карьера
В 2018 году дебютировал на профессиональном ринге в тяжелом весе (90,7 кг). 22 февраля 2020 года стал чемпионом мира по международной версии WBC Asia, а в 2024 году Артавазд завоевал титул чемпиона WBA Asia Gold в полутяжелом весе (79,3 кг) .